# Unidad católica de España
Se conoce como unidad católica de España el principio legislativo que reconocía la religión católica como la única de los españoles, excluyendo cualquier otro culto. El origen de dicha unidad, según sus defensores, se hallaba en el año 589, fecha del III Concilio de Toledo, en el que el rey visigodo Recaredo abjuró del arrianismo y se convirtió al catolicismo, religión que pasaría a ser la única oficial del reino. Este principio imperó en la legislación española desde los Reyes Católicos hasta la Constitución de 1869 y, en menor medida (exceptuando los periodos del Sexenio Democrático y la Segunda República), hasta la ley de libertad religiosa de 1967. 
Los detractores de la unidad católica española la combatían desde el punto de vista del derecho personal a la libertad de conciencia y por el respeto debido a las exigencias del bien común, que los gobiernos están obligados a promover, conservar y desarrollar, mientras que sus defensores argüían que la unidad católica era parte muy principal y fundamental del bien común de España y los españoles, sin agravio de la libertad de conciencia de cuantos, respetando la de los españoles, se acogían a la hospitalidad de estos, aun no siendo católicos.

## La unidad católica en la doctrina de la Iglesia

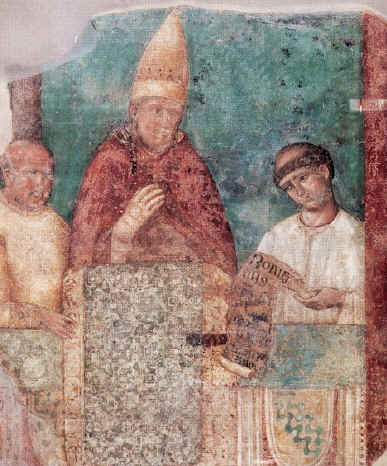
El papa Bonifacio VIII definió en el año 1302 el dogma Extra Ecclesiam nulla salus (fuera de la Iglesia no hay salvación).

De acuerdo con el esquema del cardenal Ottaviani presentado en 1962 en la primera fase del Concilio Vaticano II, es doctrina perenne de la Iglesia católica que la unidad política en el catolicismo es el estado ideal de las relaciones entre la religión y la comunidad política, pues, según la Iglesia, esta unidad supone «el bien supremo y la fuente de múltiples beneficios aun temporales».
Según Ottaviani, por unidad católica se entiende, en lo positivo, que el poder civil (y no solo cada uno de los ciudadanos individualmente) «acepte la Revelación propuesta por la Iglesia», de manera que en su legislación se conforme no solo «a los preceptos de la ley natural», sino que tenga además «estrictamente en cuenta las leyes positivas, tanto divinas como eclesiásticas, destinadas a conducir a los hombres a la beatitud sobrenatural», facilitando así «la vida fundada sobre principios cristianos y absolutamente conformes a este fin sublime, para el que Dios ha creado a los hombres». En lo negativo, se entiende por unidad católica que el poder temporal reglamente, modere o incluso prohíba «las manifestaciones públicas de otros cultos» y defienda «a los ciudadanos contra la difusión de falsas doctrinas que, a juicio de la Iglesia, ponen en peligro su salvación eterna».

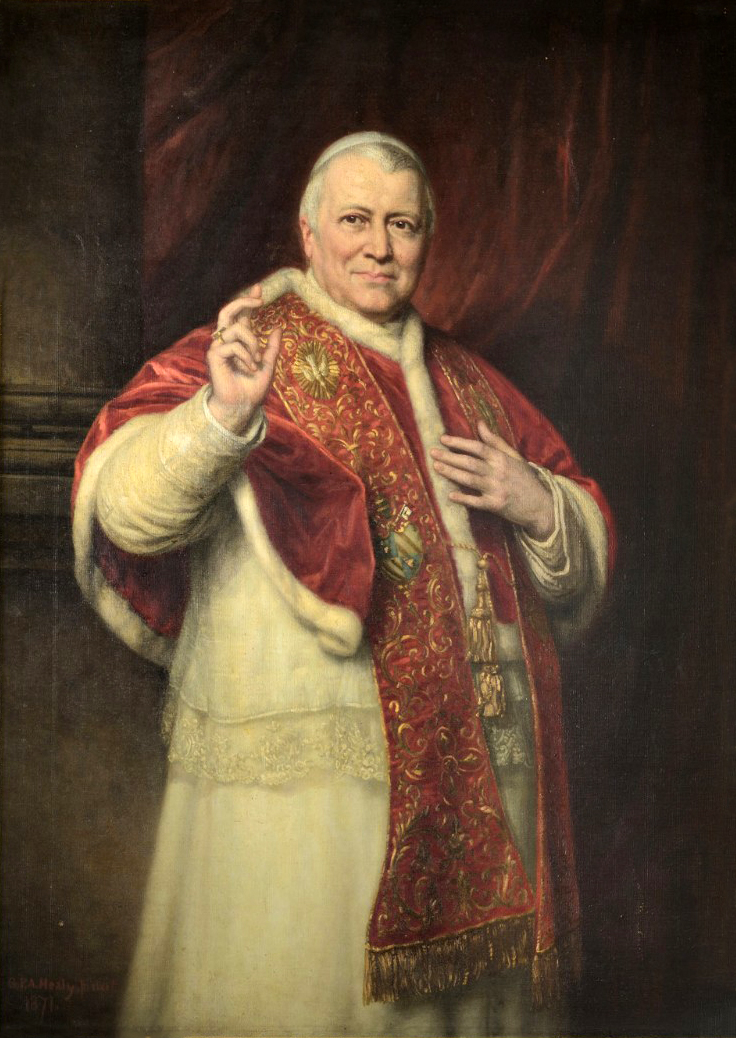
El papa Pío IX, autor de la encíclica Quanta cura y el Syllabus, en que condenaría los «errores modernos».

Por ello, hasta la década de 1960, la Iglesia católica consideró la libertad de cultos como un mal funesto y detestable. Así es que, aun teniendo en cuenta las circunstancias de los pueblos modernos, los papas Gregorio XVI y Pío IX, aquel en su encíclica Mirari vos (1832) y éste en la Quanta cura y el Syllabus (1864) —documentos que serían declarados obligatorios para todo católico por el Concilio Vaticano I—, condenaron enérgicamente y con firmeza apostólica la libertad de cultos, tenida por «gravísimo y pernicioso error». Según el arzobispo de Toledo Juan Ignacio Moreno y Maisanove, los católicos debían sumisión y obediencia a estas solemnes decisiones, y consideraba que la oposición a las mismas, lejos de menoscabarlas, las «glorificaba», ya que dicha oposición procedía del «odio de los enemigos de la Iglesia».
En su encíclica Immortale Dei (1885), el papa León XIII justificaría de este modo la obligación de los Estados a profesar y favorecer exclusivamente la religión católica:

[A]sí como no es lícito a nadie descuidar los propios deberes para con Dios, el mayor de los cuales es abrazar con el corazón y con las obras la religión, no la que cada uno prefiera, sino la que Dios manda y consta por argumentos ciertos e irrevocables como única y verdadera, de la misma manera los Estados no pueden obrar, sin incurrir en pecado, como si Dios no existiese, ni rechazar la religión como cosa extraña o inútil, ni pueden, por último, elegir indiferentemente una religión entre tantas. Todo lo contrario. El Estado tiene la estricta obligación de admitir el culto divino en la forma con que el mismo Dios ha querido que se le venere. Es, por tanto, obligación grave de las autoridades honrar el santo nombre de Dios. Entre sus principales obligaciones deben colocar la obligación de favorecer la religión, defenderla con eficacia, ponerla bajo el amparo de las leyes, no legislar nada que sea contrario a la incolumidad de aquélla. Obligación debida por los gobernantes también a sus ciudadanos. Porque todos los hombres hemos nacido y hemos sido criados para alcanzar un fin último y supremo, al que debemos referir todos nuestros propósitos, y que colocado en el cielo, más allá de la frágil brevedad de esta vida. Si, pues, de este sumo bien depende la felicidad perfecta y total de los hombres, la consecuencia es clara: la consecución de este bien importa tanto a cada uno de los ciudadanos que no hay ni puede haber otro asunto más importante. Por tanto, es necesario que el Estado, establecido para el bien de todos, al asegurar la prosperidad pública, proceda de tal forma que, lejos de crear obstáculos, dé todas las facilidades posibles a los ciudadanos para el logro de aquel bien sumo e inconmutable que naturalmente desean.

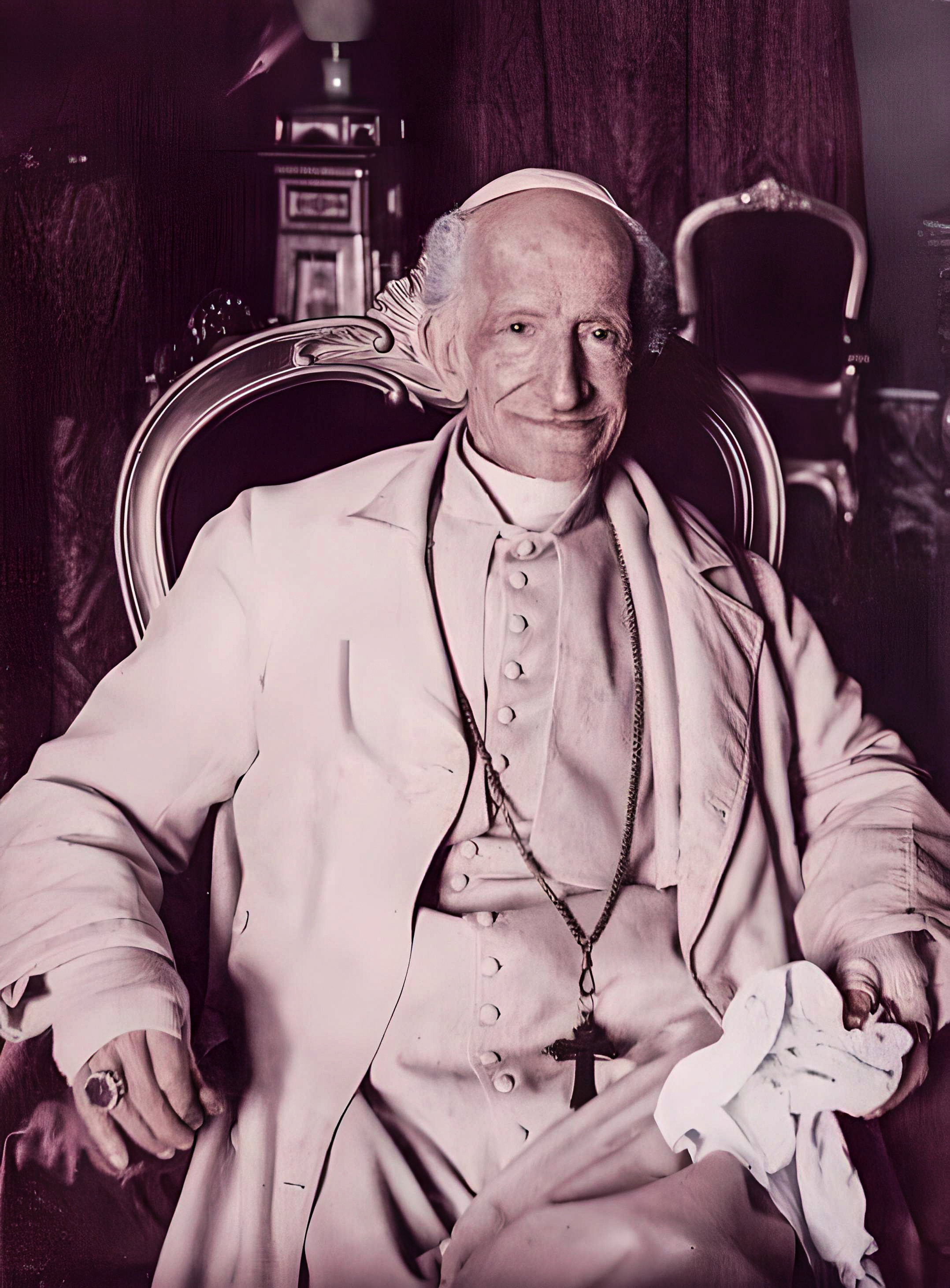
León XIII en 1887.

Aun así, la Iglesia admitía que en los países con minorías religiosas importantes, por razones de pública utilidad, la autoridad tolerase algún «culto falso» como mal menor, con miras a asegurar la paz, o evitar males mayores. El concepto de tolerancia religiosa difería del de libertad de cultos en que dicha tolerancia podía ser en algún caso un mal necesario, pero nunca un bien en sí misma. A este respecto diría León XIII en su encíclica Libertas (1888): 

Pero hay que reconocer, si queremos mantenernos dentro de la verdad, que cuanto mayor es el mal que a la fuerza debe ser tolerado en un Estado, tanto mayor es la distancia que separa a este Estado del mejor régimen político. De la misma manera, al ser la tolerancia del mal un postulado propio de la prudencia política, debe quedar estrictamente circunscrita a los límites requeridos por la razón de esa tolerancia, esto es, el bien público. Por este motivo, si la tolerancia daña al bien público o causa al Estado mayores males, la consecuencia es su ilicitud, porque en tales circunstancias la tolerancia deja de ser un bien.

Sin embargo, entre finales del siglo XIX y principios del XX, no faltarían personas, incluso dentro de la Iglesia, que insistirían en introducir ideas liberalizantes, entre ellas la de la libertad de cultos y la de que todas las religiones son verdaderas por razón de la doctrina de la experiencia, ligada a la del simbolismo. En su encíclica Pascendi (1907), el papa Pío X condenaría estas tendencias, que calificaría como modernismo, lo que, según el papa, constituía el «conjunto de todas las herejías».

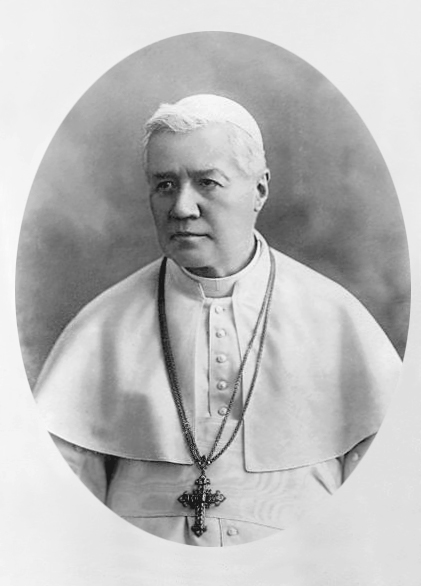
El papa Pío X en 1910.

En cuanto a la situación específica de España, en 1911 el papa Pío X comunicó, por medio de su secretario, el cardenal Merry del Val, unas normas para los católicos españoles, en cuyo primer punto se establecía que: 

Debe mantenerse como principio cierto que en España se puede siempre sostener, como de hecho sostienen muchos nobilísimamente, la tesis católica y con ella el restablecimiento de la unidad religiosa.

Durante décadas, los sucesores de Pío X mantendrían esta política en España. Todavía el papa Juan XXIII, en su radiomensaje al V Congreso Eucarístico Nacional de Zaragoza en 1961, decía a los españoles: 

Somos testigos de las grandes virtudes que adornan al pueblo español. Que el Señor os conserve la unidad en la Fe católica y haga a vuestra Patria cada vez más próspera, más feliz, más fiel a su misión histórica.

Y Pablo VI, en su Mensaje al VI Congreso Eucarístico Nacional de León de 12 de julio de 1964, manifestaba:

La unidad católica será siempre un don de orden y calidad superior para la promoción social, civil y espiritual del país.

A pesar de ello, la promulgación en diciembre de 1965 de la declaración Dignitatis humanae, uno de los documentos más controvertidos del Concilio Vaticano II, acabaría introduciendo la doctrina de la libertad de cultos en el seno de la Iglesia, si bien en su preámbulo —añadido por el mismo papa— señalaba que dejaba «íntegra la doctrina tradicional católica acerca del deber moral de los hombres y de las sociedades para con la verdadera religión y la única Iglesia de Cristo». Pero en la predicación posconciliar ciertos grupos católicos consideraron que se había debilitado y oscurecido, o incluso negado, la doctrina del «reinado social de Jesucristo», hasta el punto de que el arzobispo Marcel Lefebvre afirmó que Cristo había sido destronado.

## Historia

### Edad Media
Antes del III Concilio Toledano, la península ibérica estaba dividida socialmente entre visigodos e hispanorromanos, estando los segundos, de fe católica, sometidos a los primeros, entre los que en un principio prevalecía el arrianismo. Imperaban asimismo dos legislaciones distintas aplicables a cada grupo. Desde 589 y hasta la invasión sarracena de 711, en la Hispania visigoda solo existiría una legislación, y ambos pueblos se fundirían en uno solo.
Según François Guizot, tras el III Concilio de Toledo, sería la Iglesia la que ensayaría el nuevo comienzo de la civilización en España. Las leyes de los visigodos dejarían de ser «bárbaras» y de tener carácter personal; la legislación cobraría, por el contrario, un carácter sistemático y social, influyendo además la obra del clero en el gobierno del reino. Por esta razón, el catolicismo español llegó a identificar la conversión de Recaredo con el nacimiento de la nación española.
Los suevos, anteriormente paganos, se habían convertido ya al catolicismo con su rey Carriarico, siendo incorporados poco después al reino visigodo por el padre de Recaredo, Leovigildo. Los sucesores de Recaredo, especialmente a partir de Sisebuto, procuraron además la conversión de los judíos, quedando el reino de Hispania unido en la práctica de la fe católica.
La invasión árabe de la península ibérica vendría a cambiar esta realidad y durante la Reconquista coexistieron, tanto en la España musulmana como en los reinos cristianos del norte, tres religiones: el cristianismo, el islam y el judaísmo. Aunque estaban prohibidos tanto los matrimonios mixtos como la apostasía (del mahometanismo en Al-Ándalus y del catolicismo en la España cristiana), a lo largo de varios siglos se permitió generalmente a los cristianos (mozárabes) practicar su religión en las zonas bajo dominio islámico, a los musulmanes (mudéjares) en las zonas bajo dominio cristiano, y a los judíos en ambas zonas. 
A pesar de la relativa tolerancia religiosa que durante los primeros siglos tras la conquista llevaron a cabo los musulmanes —que constituían aún una minoría de la población—, la convivencia entre distintos grupos religiosos y sociales en el emirato y califato de Córdoba no estuvo exenta de episodios sangrientos, como el de los mártires de Córdoba, o de revueltas de hispanos como la de Omar ben Hafsún. A medida que avanzaba la Reconquista, la población de los reinos cristianos del norte iría aumentando casi exclusivamente con los mozárabes que emigraban de los territorios bajo dominio sarraceno, o con los que eran traídos en las incursiones que los cristianos hacían en el sur. La gran persecución y represión de los cristianos mozárabes de Al-Ándalus se produciría especialmente tras las invasiones de almorávides y almohades. Los primeros decretaron la expulsión de los mozárabes en 1126, mientras que los segundos llevaron a cabo la expulsión de los judíos de al-Ándalus en 1146. 

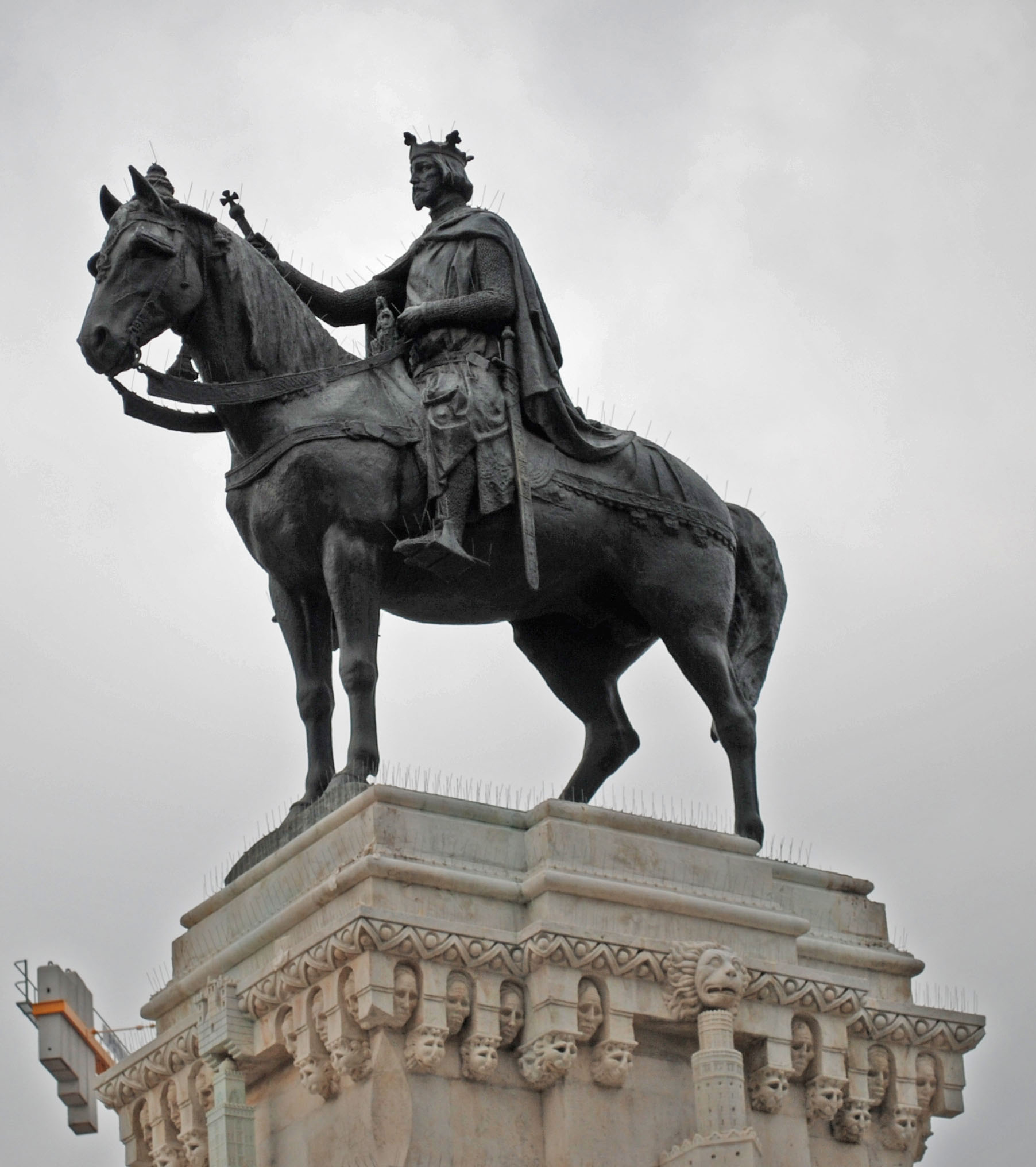
El rey Fernando III de Castilla. Estatua ecuestre en la Plaza Nueva de Sevilla.

Tras la expedición de Alfonso el Batallador, con la que colaboraron los mozárabes, una multitud de estos fueron deportados a África por decreto del emir almorávide Alí ibn Yúsuf en el año 1126 (miles de ellos lograrían regresar a España dos décadas después, estableciéndose en Toledo) y pocos años después los que habían quedado, sometidos a un hostigamiento continuo, se vieron obligados, por decreto del sultán almohade Abd al-Mumin, a emigrar a Castilla y León o islamizarse, bajo pena de la vida y confiscación de sus bienes. Según Francisco Javier Simonet, la tiranía de los almorávides era tal que los mismos musulmanes de Sevilla solicitaron la protección del emperador Alfonso VII de León, obligándose a pagarle tributo.
Reconquistada la Baja Andalucía por el rey San Fernando en el siglo siguiente, los musulmanes serían finalmente expulsados de esta región a consecuencia de la revuelta mudéjar de 1264. Tras la marcha de la antigua población musulmana, la región fue repoblándose paulatinamente con cristianos procedentes del norte.
A partir del reinado de Alfonso X el Sabio, la legislación comenzaría a recoger ya el principio de unidad católica, que quedaría reflejado en el Fuero Real, las Siete Partidas y el Ordenamiento de Alcalá.

### Edad Moderna

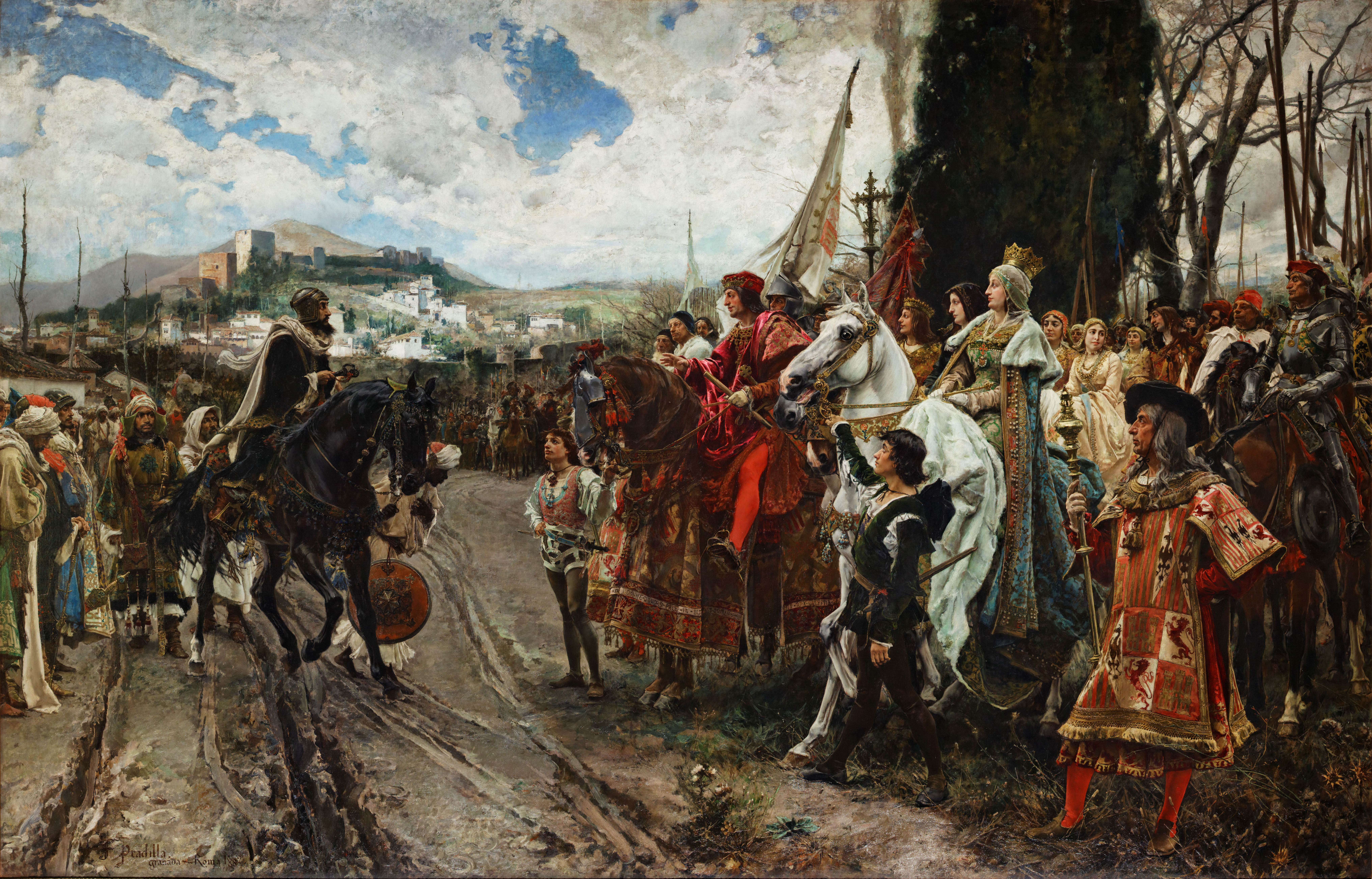
La rendición de Granada (obra de Francisco Pradilla, 1882).

Tras la culminación de la Reconquista con la toma de Granada, los Reyes Católicos se propondrían recuperar definitivamente la unidad religiosa peninsular perdida en 711, pues la convivencia entre diferentes religiones en España generaba frecuentes y sangrientos tumultos. Los judíos, en particular, eran odiados por los cristianos, que los consideraban un pueblo maldito y extranjero de una codicia desmedida, y les imputaban la práctica de crímenes horrendos, como la crucifixión ritual de niños cristianos. Por su parte, los hebreos se organizaron para hacer frente a los cristianos, y en 1485 asesinaron en la Seo de Zaragoza al inquisidor San Pedro Arbués, lo cual suscitó una ola de indignación en todo el reino y acrecentó el odio hacia los judíos y los falsos conversos.
Todo ello llevó a que en 1492 se decretase la expulsión de los judíos que no quisieran convertirse al cristianismo. Esta medida se añadía al establecimiento en 1478 de la Inquisición española, con competencia solo sobre cristianos bautizados, que debía velar por la integridad y pureza de la fe. La razón principal de la creación de este tribunal habría sido acabar con la extendida práctica judaizante de los conversos. Según Modesto Hernández Villaescusa, una de las funciones principales del Santo Oficio sería evitar las colisiones entre cristianos viejos y cristianos nuevos, ya que los primeros desconfiaban de los segundos, de quienes se sospechaba de sacrílegos, herejes y judaizantes. Jaime Balmes llegaría a decir que «Fernando e Isabel, al establecer la Inquisición, más que a su propia política, atendieron a los deseos del pueblo».

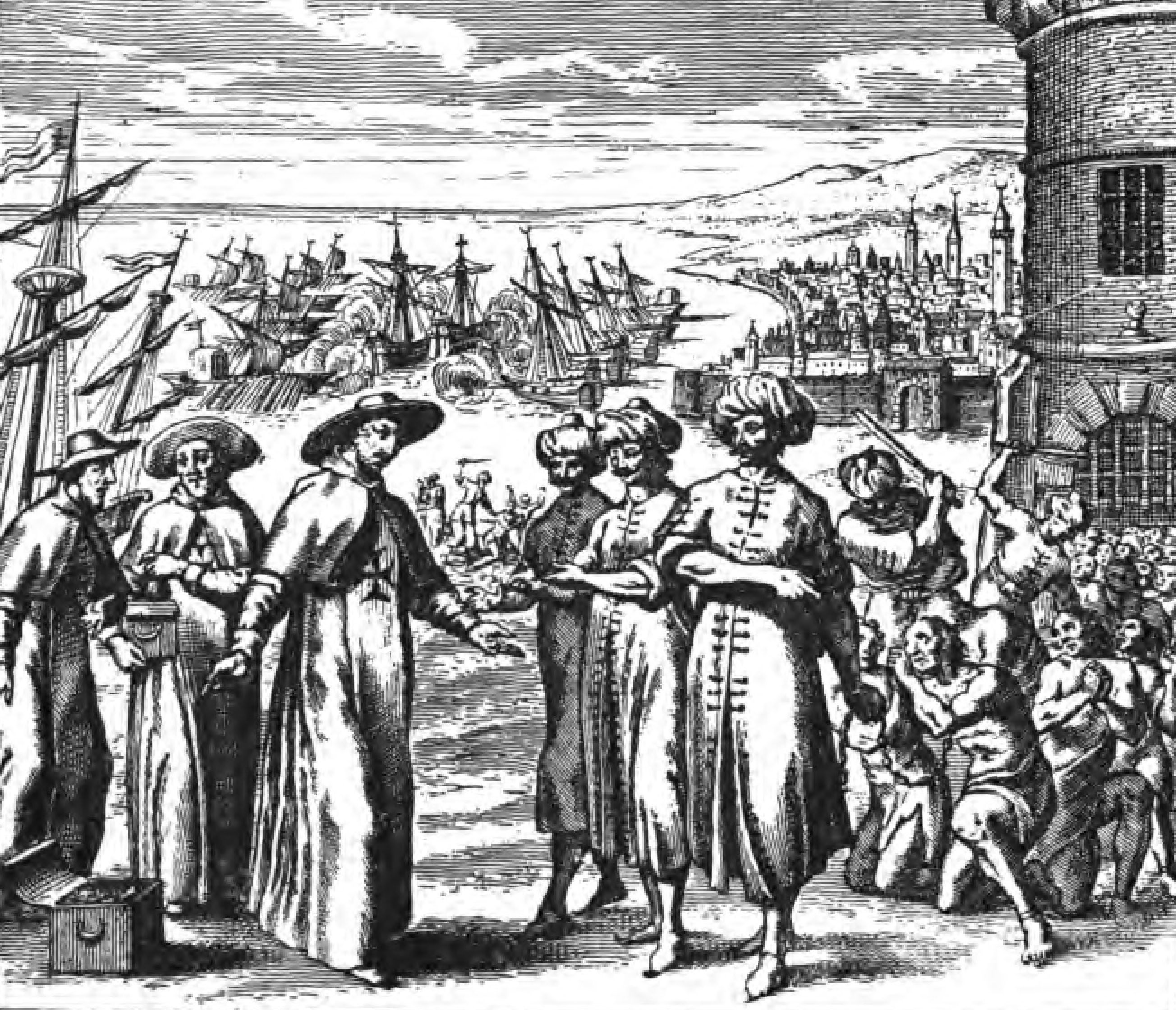
Monjes católicos pagando un rescate para liberar a cautivos cristianos.

Tras la primera revuelta de los mudéjares granadinos (1499-1501), se suspendió el estatuto de mudejaría y en 1502 se promulgó la pragmática que obligaba también a convertirse al cristianismo a los moros que deseaban permanecer en la corona de Castilla. Esta legislación no afectó en un principio a los mudéjares de la Corona de Aragón, debido fundamentalmente a la protección que les dieron sus señores, que obtenían de ellos cuantiosas rentas. Pero a nivel popular existía un fuerte rechazo a los moros que se puso de manifiesto durante la revuelta de las Germanías (1521-1522) del Reino de Valencia. En las Cortes de Zaragoza celebradas en 1519, Carlos V había jurado no alterar nada en punto a los moros, pero finalmente decretaría que los mudéjares que deseasen permanecer en la Corona de Aragón también debían bautizarse, tras obtener del papa Clemente VII la bula Idcirco Nostris (1524) que le libraba del juramento prestado, pues el papa juzgaba que la unidad religiosa era indispensable para asegurar la tranquilidad en sus reinos.
A lo largo del siglo XVI en las costas de España, especialmente en el reino de Granada, turcos, berberiscos y corsarios practicaron saqueos y secuestros de cristianos, lo que, según informes transmitidos al rey, podían hacer debido al trato y la ayuda que recibían de algunos naturales de la tierra. Ante esta situación, en la Pragmática Sanción de 1567 Felipe II prohibiría las costumbres moriscas como un intento final de asimilación, lo que provocó la Rebelión de las Alpujarras, que motivó que los moriscos fueran expulsados del reino de Granada. Tras el continuo fracaso de los esfuerzos para procurar la conversión plena de los moriscos, las varias revueltas que estos protagonizaron y sus supuestos tratos con el Turco, el rey de Marruecos, los herejes y otros príncipes enemistados con el rey de España, sería Felipe III quien finalmente decretase en 1609 la expulsión de los moriscos de toda España.

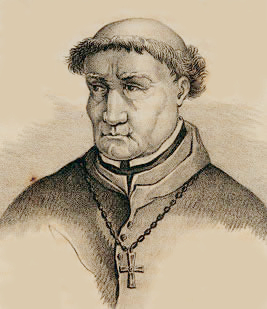
El inquisidor general Tomás de Torquemada (1420-1498).

Durante el reinado de Felipe II la Inquisición extremó su rigor y suspicacia, y tanto el poder eclesiástico como el civil fueron mucho menos permisivos en todo lo tocante a la religión. Felipe II, uno de los más firmes defensores de la Iglesia católica en su época, lograría de este modo impedir que el protestantismo arraigase en España. En su obra El Protestantismo comparado con el Catolicismo (1852), Balmes escribió que si Felipe II hubiera permitido la introducción del protestantismo en España, el resultado inmediato habría sido, como en los demás países, la guerra civil, lo que en España, según Balmes, hubiera tenido aún peores consecuencias políticas y hubiera deshecho la unidad de la monarquía española.
Pero, a pesar de su rigidez, mientras en esa época se realizaban numerosas quemas de brujas en el norte de Europa, en España fue precisamente la Inquisición la que impidió que se ejecutara a los hechiceros, siendo además los procedimientos de las inquisiciones protestantes en materia religiosa verdaderamente tiránicos. Por el contrario, Francisco Javier García Rodrigo afirma que en España el Santo Oficio fue misericordioso con los que abjuraron de la herejía, y la mayoría de los procesados por la Inquisición se libraron de la muerte y confiscación de sus bienes, porque la Inquisición solo declaraba cierto el delito, estando el reo convicto, confeso y pertinaz en sus errores. Según García Rodrigo, gracias a su especial regulación, el resultado producido por la Inquisición habría sido positivo:

Contuviéronse las apostasías de los cristianos nuevos, evitando al mismo tiempo las invasiones del protestantismo. Y conservando la unidad católica en los pueblos que formaban la Monarquía de España, se constituyó un Estado grande y poderoso, en que florecieron las ciencias, artes y literatura, y cuyo poder necesitó de nuevos mundos, hallando estrechos para la expansión de su pujanza los horizontes del antiguo.

Los códigos de Castilla, Aragón y Portugal mantendrían el principio de unidad católica hasta el siglo XIX, como recogían la Nueva Recopilación (1567) y la Novísima Recopilación (1805), si bien el regalismo borbónico supuso un cierto menoscabo a la preeminencia de la Iglesia en el siglo XVIII.
De acuerdo con Mariano Tirado y Rojas, en 1727 la francmasonería se introdujo secretamente en España procedente de Inglaterra, y desde el principio abogó por la libertad de cultos. Según este autor, el Credo y los Artículos de fe masónicos que por el año 1750 se importaron en España de las logias portuguesas, afirmaban su respeto a «todas las prácticas religiosas que la moral consiente, porque quiere sea respetada la que estime oportuna en conciencia» y negaban la divinidad de Jesucristo. Aunque el rey Fernando VI, secundando las condenas pontificias, prohibió la masonería en 1751, apenas sería perseguida y poco después sus miembros empezaron a obtener puestos relevantes en la política. El primer gobernante masón español fue el conde de Aranda, ministro de Carlos III, quien dispuso en 1767 la expulsión de los jesuitas, lo que los masones considerarían un gran logro.
Además, la escuela jansenista, enemistada con los jesuitas y condenada como herética por la Santa Sede, empezaría a influir también en España en el siglo XVIII, propugnando un regalismo ilustrado que trataba de quitar prerrogativas al papa en favor del rey. En pluma del clérigo jansenista italiano Domingo Cavalario, el papa, los frailes, las decretales y la Inquisición eran causa de todos los males de la Iglesia, por lo que convenía reformarlo todo.
Con todo, el historiador Vicente de la Fuente afirmó que Carlos III no se atrevió a suprimir la Inquisición: «Los españoles la quieren, y a mí no me estorba», habría respondido el rey a su ministro Manuel de Roda cuando éste le insinuó la conveniencia de disolverla. Pero sus ministros privaron de competencias a este tribunal, humillándolo de tal modo, que a fines de aquel reinado no era ya ni sombra de lo que había sido. Con Carlos IV incluso llegaría a ser Inquisidor general el jansenista Ramón José de Arce.

### Reinado de Fernando VII

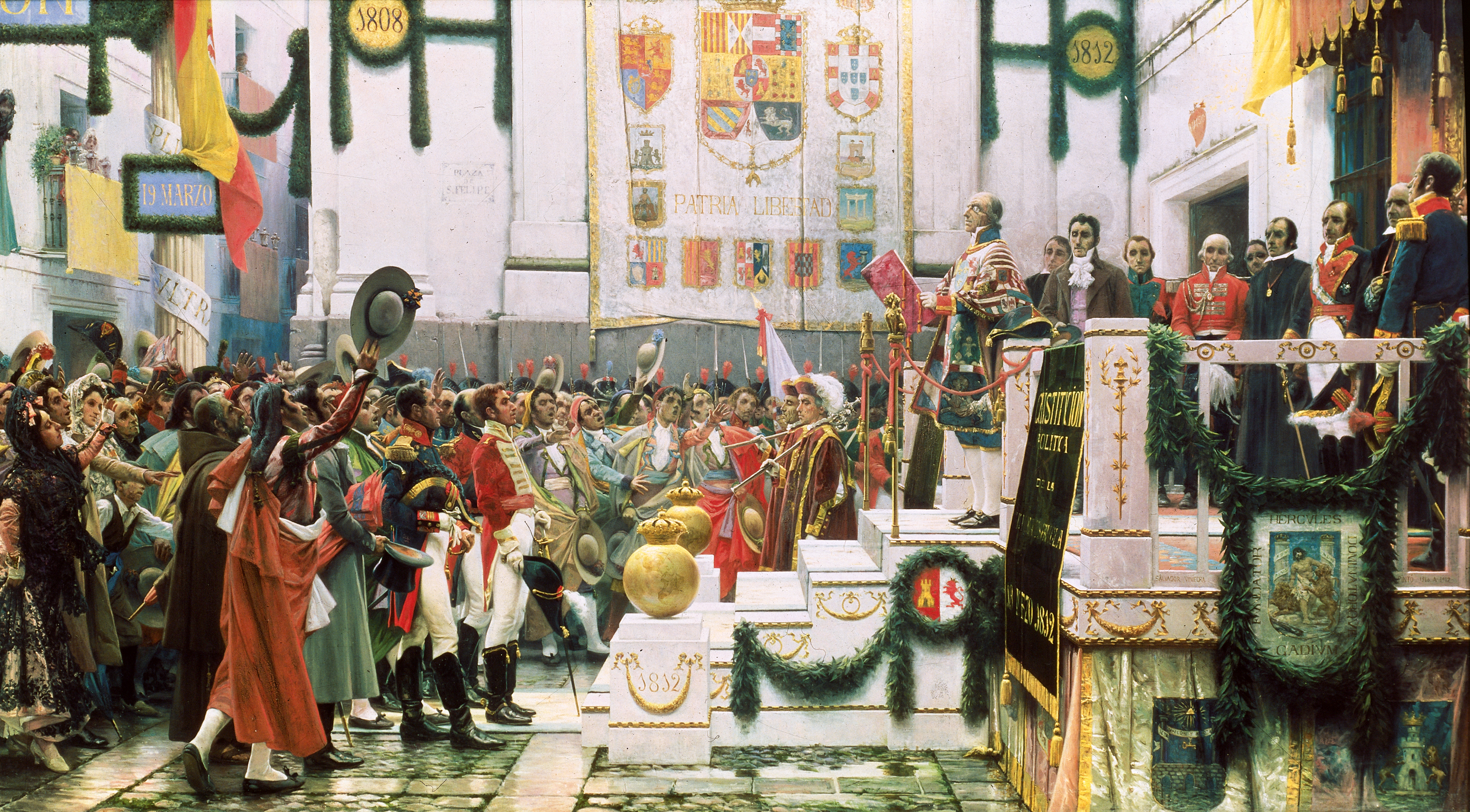
La promulgación de la Constitución de 1812, obra de Salvador Viniegra.

La irrupción del liberalismo en España tras la invasión francesa de 1808 socavó la autoridad de la Iglesia en la sociedad. Sin embargo, ni el Estatuto de Bayona, ni la Constitución de Cádiz, ni las posteriores hasta la de 1845 dejarían de contener en sus artículos preceptos que afirmaban la unidad religiosa como esencia constitucional. De hecho, la Constitución de 1812 afirmaría incluso en su artículo 12:

La religión de la Nación española es y será perpetuamente la católica, apostólica, romana, única verdadera. La Nación la protege por leyes sabias y justas y prohíbe el ejercicio de cualquiera otra.

A pesar de ello, el 28 de febrero de 1813 las Cortes de Cádiz decretaron la abolición de la Inquisición, que sería restaurada en 1814 por Fernando VII tras su regreso a España. Los primeros liberales acusarían además a los absolutistas fernandinos de embusteros al afirmar que la Constitución de 1812 —promovida por «libertinos, herejes, impíos y francmasones», según ellos— venía a despojar a los españoles de su religión. Por el contrario, en su opúsculo La Constitución vindicada de las groseras calumnias de sus enemigos (1820), el canónigo liberal Santiago Sedeño afirmaba:

Reconoce esta benéfica Constitucion, como hija agradecida á la Religion Católica Apostólica Romana, por su madre, estableciendo que sea perpetuamente la religion de los Españoles, y no contenta con esto, promete vengar con la espada las injurias que se atrevan á hacerla los malvados, protegerla contra los ataques del error y de la impiedad con el escudo de la ley, é imponiendo al que tiene en sus reales manos el poder de hacer observar las leyes, la religiosa obligacion de emplearle todo entero en favor y amparo de una madre tan querida.

No obstante, durante el Trienio liberal se producirían medidas secularizadoras, como la supresión de todos los monasterios de las órdenes monacales para su desamortización, y la abolición definitiva de la Inquisición. En 1822 estallaba la guerra realista, instaurándose en Cataluña la llamada Regencia de Urgel. En el marco de la Santa Alianza, entró en España en ayuda de los realistas un ejército francés, conocido como los Cien Mil Hijos de San Luis, que fueron recibidos como libertadores al grito de «¡Viva el rey absoluto!» y «¡Viva la Religión y la Inquisición!».
Sin embargo, una vez liberado Fernando VII en 1823, el rey decidió no restablecer el tribunal del Santo Oficio y realizó una serie de concesiones a los liberales, lo que acabó motivando una nueva insurrección —también con foco principal en Cataluña— conocida como la guerra de los Agraviados, esta vez contra el gobierno del rey. Tras la muerte de Fernando VII en 1833, estallaría la primera guerra carlista, en la que bajo una disputa dinástica combatirían durante siete años los partidarios del Antiguo Régimen y los del nuevo sistema parlamentario liberal.

### Reinado de Isabel II

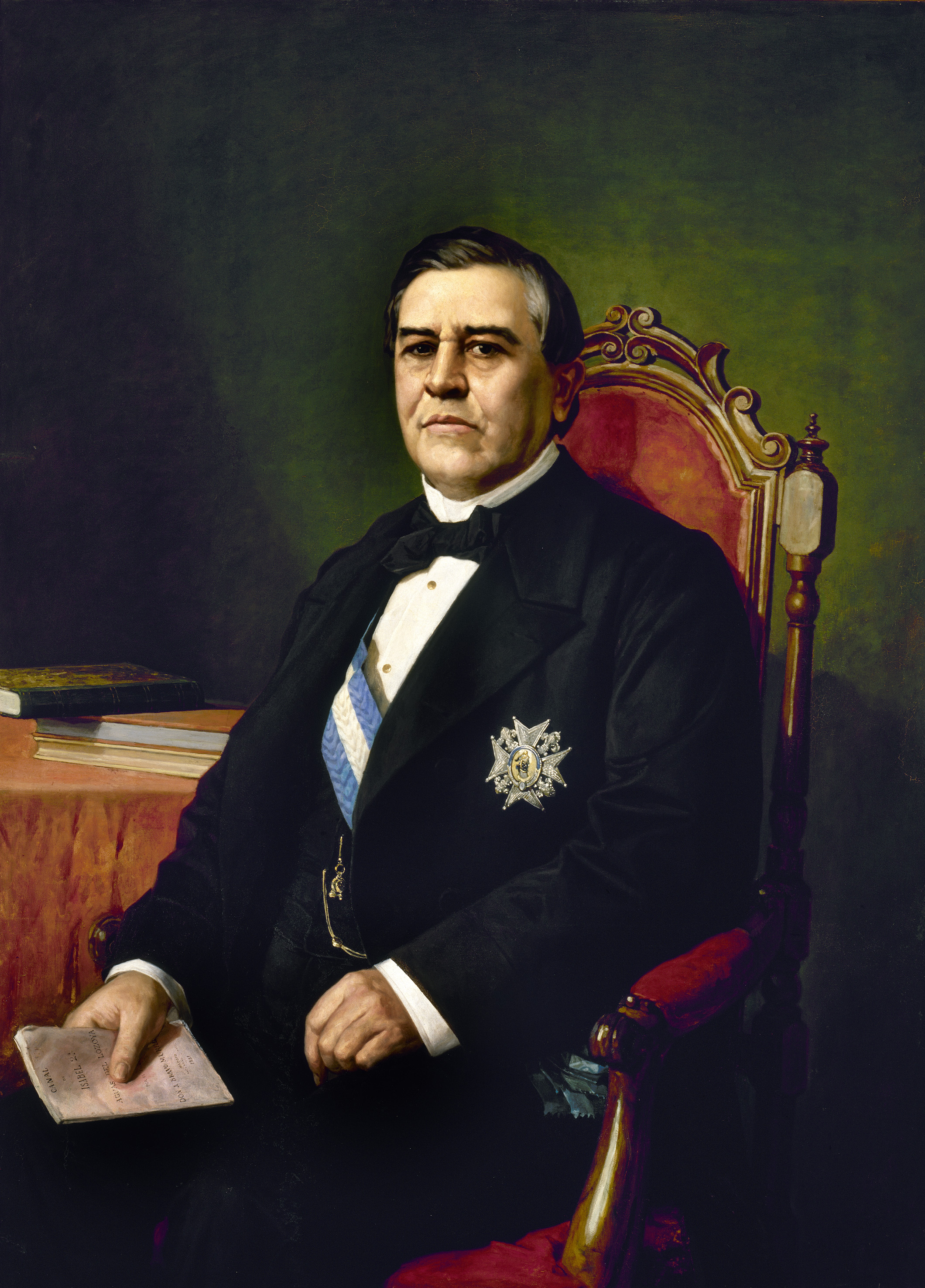
Juan Bravo Murillo, presidente del gobierno cuando se firmó el Concordato de 1851.

Durante el reinado de Isabel II, en que se implantaría definitivamente el liberalismo en España, se conservaría la unidad católica, aunque no existiese ya un tribunal religioso. En el concordato entre España y la Santa Sede de 1851, que restablecía las relaciones Iglesia-Estado tras las desamortizaciones que habían privado a la Iglesia de sus bienes, se afirmaba en su artículo 1.º: 

La Religión católica, apostólica y romana, que con exclusión de cualquiera otro culto continúa siendo la única de la Nación española, se conservará siempre en los dominios de S. M. Católica, con todos los derechos y prerrogativas de que debe gozar según la ley de Dios y lo dispuesto por los sagrados cánones.

Sin embargo, el partido demócrata, ala más izquierda del liberalismo, abogaría por la libertad de cultos. Durante el bienio progresista, ante los rumores de que el proyecto de Constitución española de 1856 podía contemplar la libertad de cultos, la propia reina, que mantenía el poder de veto, llegaría a manifestarle al diputado progresista Vicente Sancho:

me toca advertirte que yo jamás consentiré que se destruya la gran obra de nuestra unidad católica, ni permitiré, venga lo que viniere, que padezca durante mi reinado la religión santa de nuestros padres.

Los carlistas, por su parte, no dejarían de oponerse a la posibilidad cercana de que se diese en España la libertad de cultos, y en su «carta a los españoles», María Teresa de Braganza, viuda de Carlos María Isidro de Borbón, al invalidar a su hijastro Juan de Borbón y Braganza como «rey legítimo» (por su pensamiento liberal y su reconocimiento de la monarquía constitucional de Isabel II), definía la unidad católica como «la más fundamental de nuestras leyes, la base solidísima de la Monarquía española, como de toda verdadera civilización», añadiendo que «las verdades, ciertas e infalibles de la fe católica» eran «el fundamento solidísimo de nuestra vida política, civil y doméstica» y que «el Decálogo, el Código Divino, es la base de todas nuestras leyes». En la redacción de este y otros manifiestos de la princesa de Beira colaboraron el obispo de Seo de Urgel, José Caixal, y el director del diario La Esperanza, Pedro de la Hoz.

### Sexenio Democrático

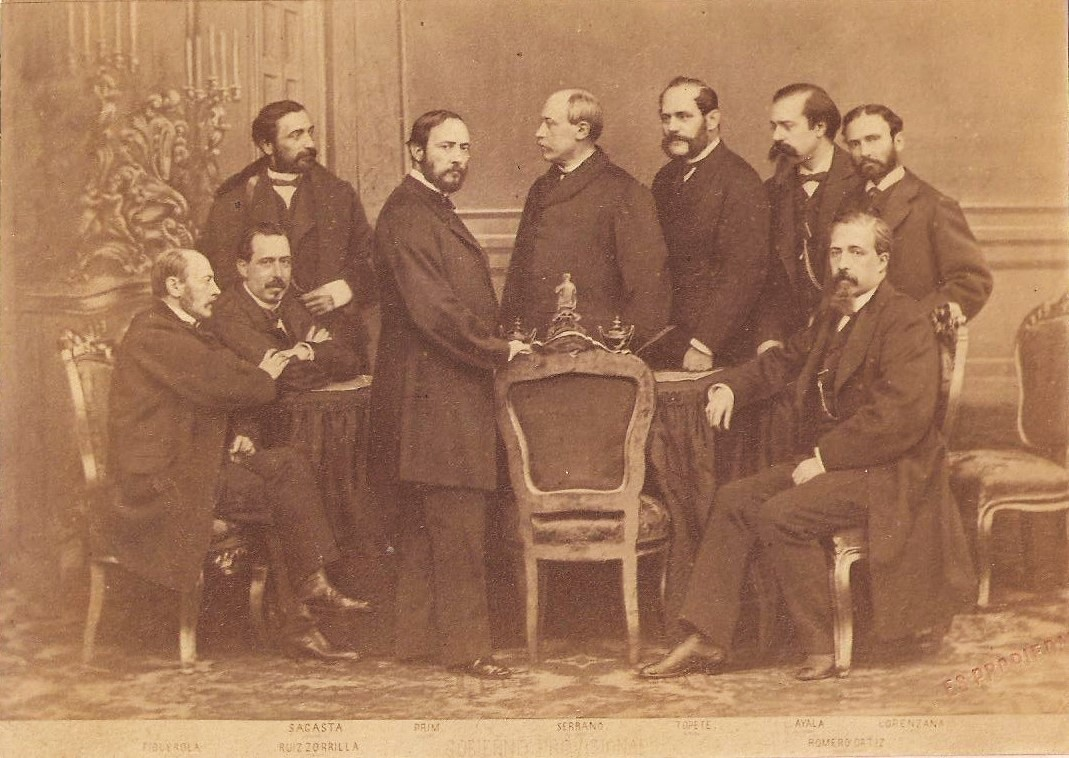
Gobierno provisional de 1869. Muchos de los ministros eran masones.

La Constitución liberal democrática de 1869, promulgada tras la Revolución de Septiembre que destronó a Isabel II, sería la primera en vulnerar el principio de unidad católica de España, sancionando por primera vez la libertad de cultos. 
Según Mariano Tirado y Rojas, elementos revolucionarios como los generales Serrano y Prim, Práxedes Mateo Sagasta, Manuel Becerra, Nicolás María Rivero, Juan Moreno Benítez, Juan Álvarez de Lorenzana y casi todos los ministros, subsecretarios, directores generales, gobernadores civiles, capitanes generales pertenecían a la masonería regular y obedecían a un mismo Supremo Consejo, el cual a mediados de octubre de 1868 dirigió al Gobierno provisional un programa con 14 proposiciones anticlericales, la primera de las cuales era la libertad de cultos.
El artículo 21 de la Constitución de 1869 afirmaría: 

La Nación se obliga á mantener el culto y los ministros de la Religión católica; el ejercicio público ó privado de cualquier otro culto queda garantizado á todos los extranjeros en España, sin más limitaciones que las reglas universales de la moral y del derecho.

Si algunos españoles profesaren otra religión que la católica, es aplicable á los mismos todo lo dispuesto en el párrafo anterior.

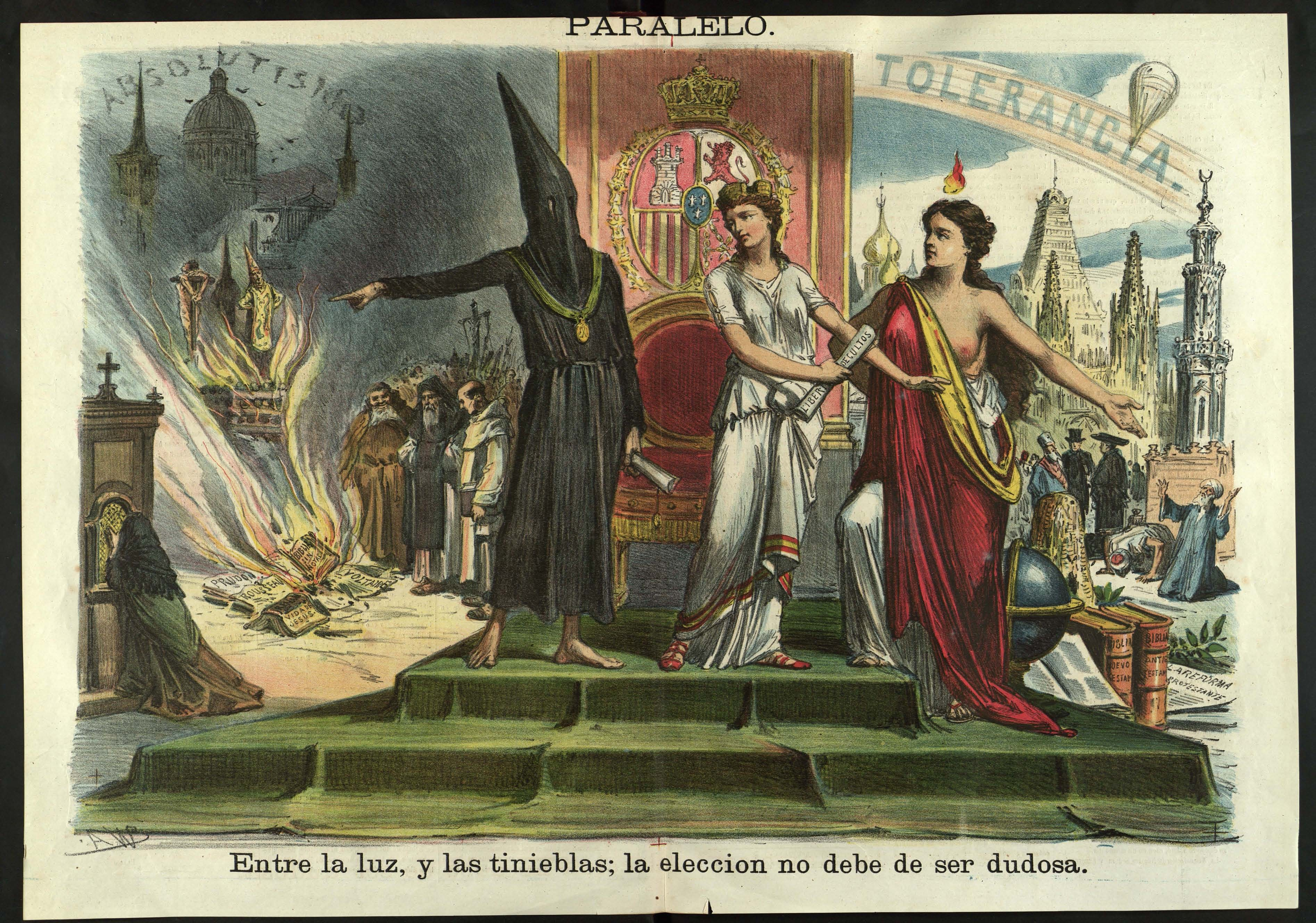
«Paralelo», dibujo aparecido en 1875 en la revista liberal y anticarlista La Madeja, que ofrece la disyuntiva entre una España absolutista e inquisitorial y una España con mezquitas en la que católicos, protestantes y musulmanes conviven armoniosamente.

Por su defensa de la unidad católica suprimida por la legislación del Sexenio Revolucionario, buena parte de los liberales moderados se adhirieron al carlismo, que en ese momento pasaría de ser un fenómeno de carácter insurreccional que exigía fundamentalmente la restauración del Antiguo Régimen en la dinastía proscrita, a convertirse en un movimiento político renovado con numerosos periódicos en toda España, una minoría de hasta 51 diputados en las Cortes y una doctrina política definida que haría bandera de la unidad católica como reivindicación principal.
El pretendiente Carlos VII definió la unidad católica como «el símbolo de nuestras glorias, el espíritu de nuestras leyes, y el bendito lazo de unión de todos los españoles, que la aman y la piden como una parte integrante de sus más caras aspiraciones». Uno de los más elocuentes defensores de la unidad religiosa en las Cortes durante este periodo fue el canónigo magistral Vicente Manterola. Llegaron a presentarse 3 millones de firmas de españoles pidiendo el mantenimiento de la unidad católica, aunque ello no logró cambiar la ley.
Puesto que los fueros vasco-navarros, que seguían vigentes, sancionaban la unidad católica en aquellas provincias (ya que solo permitían vivir en Vizcaya a cristianos viejos), durante esta época el carlismo comenzó también a hacer bandera del fuerismo como parte esencial de su doctrina política, poniendo de manifiesto que la libertad de cultos, el matrimonio civil y otras leyes del gobierno revolucionario suponían un contrafuero, como denunciaría el tradicionalista vizcaíno Arístides de Artiñano.

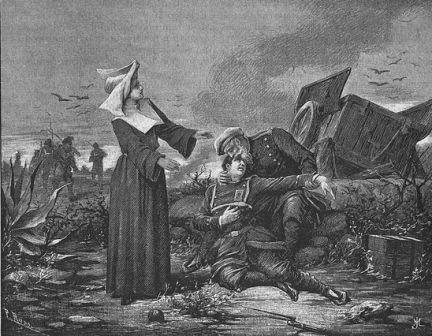
Un mártir por la Unidad Católica (grabado de Paciano Ross que representa una escena de la tercera guerra carlista).

Tras la Revolución de Septiembre, en 1869 se produjo un primer conato de alzamiento carlista y en 1872 estalló la segunda gran guerra civil.

### Restauración
Una vez restaurada la monarquía liberal en la persona de Alfonso XII, se procuraría en la cuestión religiosa un punto intermedio entre las posturas maximalistas de carlistas y republicanos. La Constitución de 1876 representaría una transacción, y aunque el artículo 11 no mantenía estrictamente la unidad religiosa (invocando la hipótesis de los cultos disidentes y afianzando en la tesis del mal menor), derogaba la libertad de cultos de la Constitución de 1869, estableciendo en cambio un régimen de tolerancia de cultos. El citado artículo 11 decía así: 

La Religión católica apostólica y romana es la del Estado. La nación se obliga á mantener el culto y sus ministros. Nadie será molestado en el territorio español por sus opiniones religiosas, ni por el ejercicio de su respectivo culto, salvo el respeto debido á la moral cristiana. No se permitirán, sin embargo, otras ceremonias ni manifestaciones públicas que las de la religión del Estado.

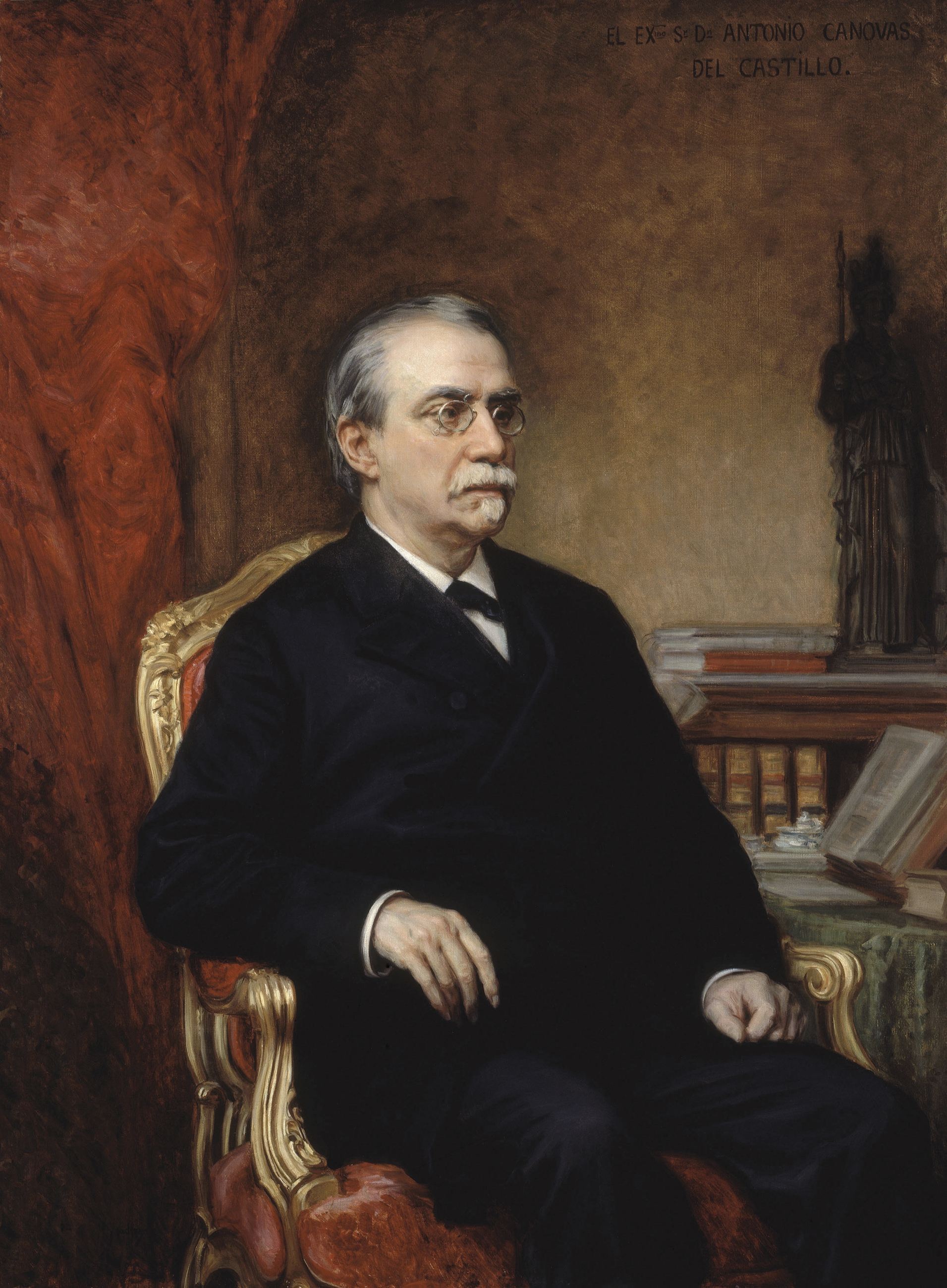
Antonio Cánovas del Castillo, artífice de la Constitución de 1876.

Este artículo de tolerancia religiosa sería combatido ardientemente tanto por los partidarios de la unidad católica como por los defensores de la libertad total de cultos. 
El nuncio apostólico manifestó al gobierno, en nombre del papa Pío IX, su preocupación y queja por el citado artículo, por las «funestas consecuencias que acarrearía a la nación española, la cual desde tiempo inmemorial se halla en posesión de la preciosa joya de la unidad católica». Por su parte, el cardenal arzobispo de Toledo, primado de las Españas, en unión con otros obispos, escribiría al rey Alfonso XII rogándole que se conservase la unidad católica en España, ya que lo que se pretendía con la ley de tolerancia religiosa era «propagar la horrible lepra del indiferentismo, de la herejía y de la impiedad» y «descatolizar al pueblo español». Otros prelados manifestaron asimismo que el pueblo español acabaría despreciando las leyes de Dios y de la Iglesia, sin respetar los principios sociales, incluso el de la autoridad, porque la tolerancia de cultos engendraría la indiferencia, la indiferencia la irreligión, y la irreligión la anarquía.
El obispo de Salamanca Narciso Martínez Izquierdo manifestaría por su parte en el Senado, aludiendo al artículo 11: 

Por este artículo se trata de conceder un derecho á los españoles; no solamente se concede, pues, á los infieles, sino que se concede también á los apóstatas. En cambio, todo fiel cristiano, hasta los más amantes del Catolicismo, tendrán que sufrir este derecho y soportarlo por toda su vida... Y como este derecho se concede á la ciudadanía, se combina y se robustece y se ensancha por todos los demás derechos, por el ejercicio de la imprenta, de la tribuna y hasta por el prestigio de la autoridad, convirtiéndose no solamente en el derecho de practicar cultos falsos, sino en medio de seducción y hasta de imposición de esos cultos.

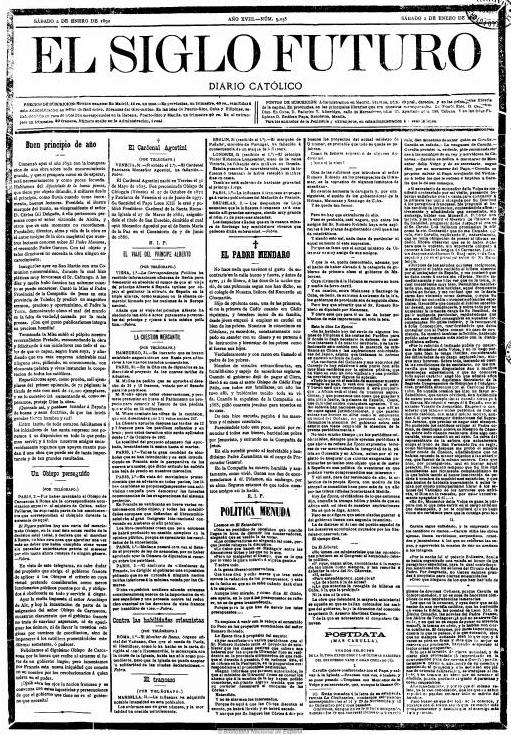
Diario El Siglo Futuro (1875-1936), órgano del Partido Integrista y la Comunión Tradicionalista.

De la otra parte, se censuraba acremente la obra de Cánovas del Castillo, estimando no haber tenido necesidad de derogar el texto constitucional de 1869 en cosa tan sustancial para el liberalismo progresista como la libertad de cultos, y calificando de retrógrada su actuación en este sentido. Cánovas decía ser preferible el régimen de tolerancia legal que se articulaba en la Constitución, al de tolerancia práctica o de hecho que resultaba al ser aplicadas las anteriores constituciones de 1837 y 1845.
De acuerdo con Joaquín Sánchez de Toca, el derecho público debía tomar por base, no sólo que la religión católica era la de la España oficial, la religión del Estado, sino también la de todos los españoles; que bastaba ser hijo de España para ser hijo de la Iglesia. El artículo 11 de la Constitución circunscribía esta profesión de fe a la España oficial, al organismo legal de la soberanía nacional, al Estado. La nación española continuaba siendo católica, pero la unidad religiosa ya no era base de la ciudadanía española; el disidente, y aun el apóstata, habían entrado en la ley común de la ciudadanía española. Esta es la alteración más trascendental que introdujo la Constitución de 1876, si no en la letra, en el espíritu del Concordato de 1851, que en teoría continuaría vigente hasta la proclamación de la II República en 1931.
Durante la Restauración, el Partido Integrista liderado por Ramón Nocedal (separado del carlismo en 1888), no solo exigiría la abolición de la tolerancia de cultos, sino que reclamaría la unidad católica con «sanción coercitiva», esto es, la recuperación de un organismo represivo con los delitos contra la fe como el de la Inquisición. En su programa afirmarían:

Queremos la Unidad Católica con todas sus consecuencias, y que ningún crimen sea más abominado ni tenga pena mayor que la herejía, la apostasía, los ataques á la religión, la rebeldía contra Dios y su Iglesia.

Sustentamos la íntegra unidad de la fe de nuestros padres, su firmísima intransigencia con el error, su inquebrantable adhesión á la Cátedra de Pedro, y queremos el retorno absoluto de los principios católicos y la restauración completa de las cristianas y gloriosas tradiciones de nuestra patria, desde que se constituyó sobre la unidad de la fe católica en los Concilios Toledanos y se reconstituyó peleando contra los enemigos de Dios en la Reconquista.

En 1889 los partidarios del carlismo y del integrismo celebrarían por todo lo alto el «XIII Centenario de la Unidad Católica de España» originada en el III Concilio de Toledo. Los primeros crearon juntas locales, provinciales, regionales y una central, y organizaron festejos civiles y religiosos que constituyeron una manifestación y un alarde de las fuerzas del partido carlista. La conmemoración servía además a los tradicionalistas como contracelebración del primer centenario de la Revolución francesa. Don Carlos, caracterizado por el marqués de Cerralbo como el «nuevo Recaredo», había afirmado el año anterior: «Quiero establecer aquella Unidad perdida, y quiero vencer a esta Revolución, avasalladora de pueblos y reyes». Se planeó levantar una pirámide en Toledo que recordara la conversión de Recaredo, pero el proyecto no se llevaría finalmente a cabo por las dificultades económicas y la oposición del gobierno liberal. Por su parte, los integristas iniciaron una suscripción para colocar una lápida conmemorativa en la iglesia de Santa Leocadia, en la que habían tenido lugar los siguientes Concilios de Toledo. Esta iniciativa, que procedía de Félix Sardá y Salvany a través del Diario de Cataluña, se lograría culminar en mayo de 1892, en un acto que contó con la presencia de los diputados de la minoría integrista en las Cortes, Ramón Nocedal y Liborio de Ramery.

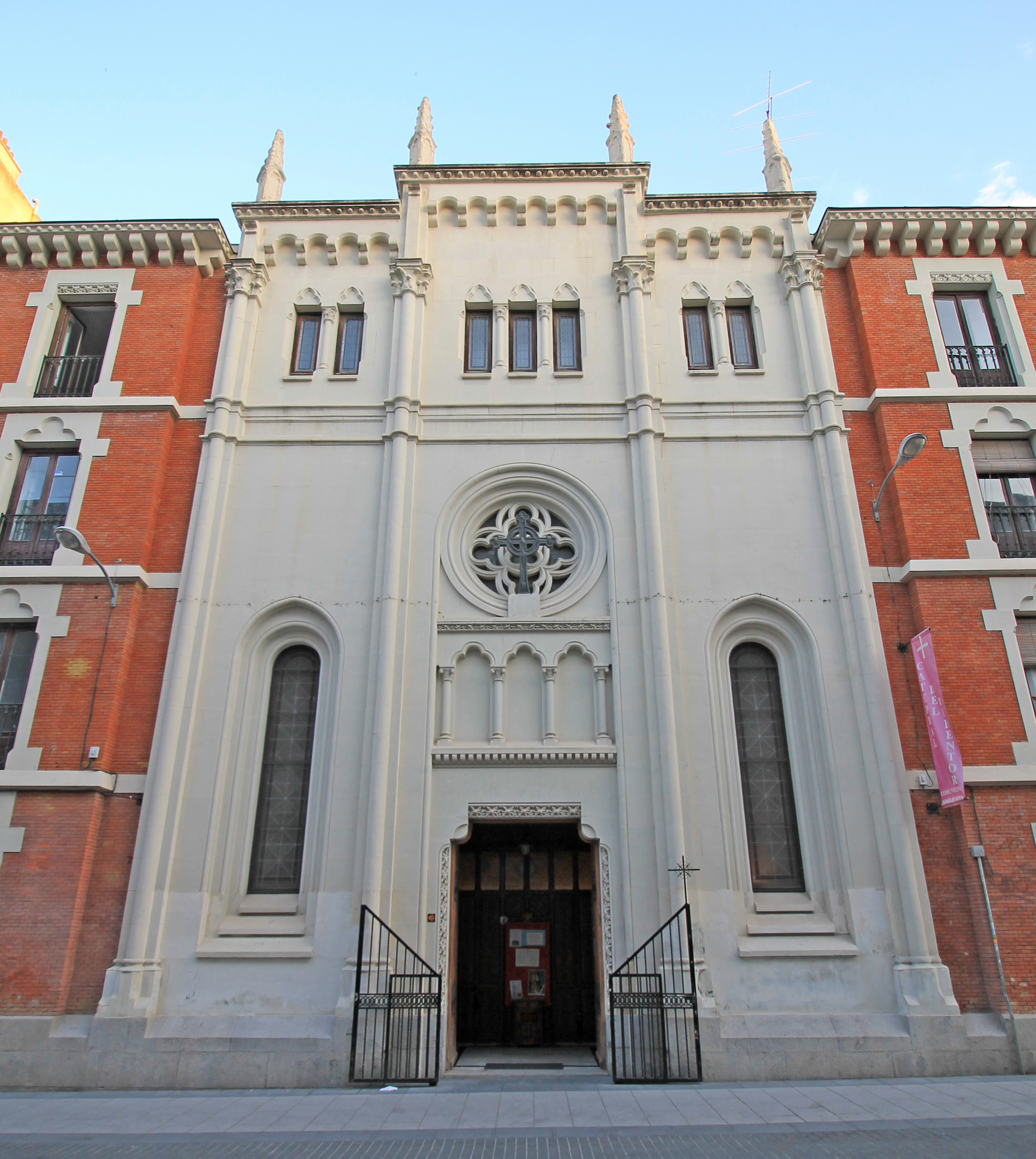
Iglesia protestante de Madrid inaugurada en 1893, durante el gobierno de Sagasta. La regente María Cristina llegó a asegurar que intervendría para clausurarla.

El Partido Liberal y demás fuerzas de la izquierda pretenderían exactamente lo contrario que carlistas e integristas. Así, en un discurso pronunciado en Zaragoza en 1908, Segismundo Moret puso la libertad de cultos como la base fundamental sobre la que debería constituirse la unión de todos los partidos de izquierdas, y los diversos gobiernos presididos por Sagasta desde principios del siglo XX declararían en repetidas ocasiones el propósito de reformar el Concordato de 1851 para reducir la dotación de culto y clero a la Iglesia.
Por Real Orden del 10 de junio de 1910, obra de José Canalejas —considerado por muchos católicos como el peor enemigo de la Iglesia en España—, se amplió todavía más la aplicación de la tolerancia de cultos, hasta el punto de que llegaría a hablarse de una ruptura de relaciones entre el Estado español y la Santa Sede.
Con el proyecto de ley de Asociaciones y la Ley del candado contra las órdenes religiosas, la ampliación del matrimonio civil y la secularización de los cementerios, el gobierno liberal se propondría además reducir la influencia de la Iglesia en la sociedad española. Estas leyes no fueron vetadas por Alfonso XIII, a pesar de las peticiones que le hicieron los obispos.
Tras el asesinato de Canalejas se acabaron las tensiones entre el gobierno y la Iglesia; la situación comenzó a normalizarse con el gobierno de Romanones y la cuestión religiosa iría perdiendo intensidad en los años sucesivos, aunque no llegaría a desaparecer.

### Segunda República
La Segunda República enfocó el tema de la libertad de cultos de forma liberal-progresista, y rompió con cualquier tipo de relación entre el Estado y la Iglesia. Del reconocimiento de la religión católica como la oficial del Estado, se pasó a una radical separación entre ambas realidades. Asimismo, la República abolió desde el principio la financiación estatal de la Iglesia, introdujo el divorcio, decretó la enseñanza laica y disolvió la Compañía de Jesús en España. De acuerdo con María Teresa de Lemus, la Constitución republicana de 1931 fue, por encima de todo, anticatólica.

### Franquismo

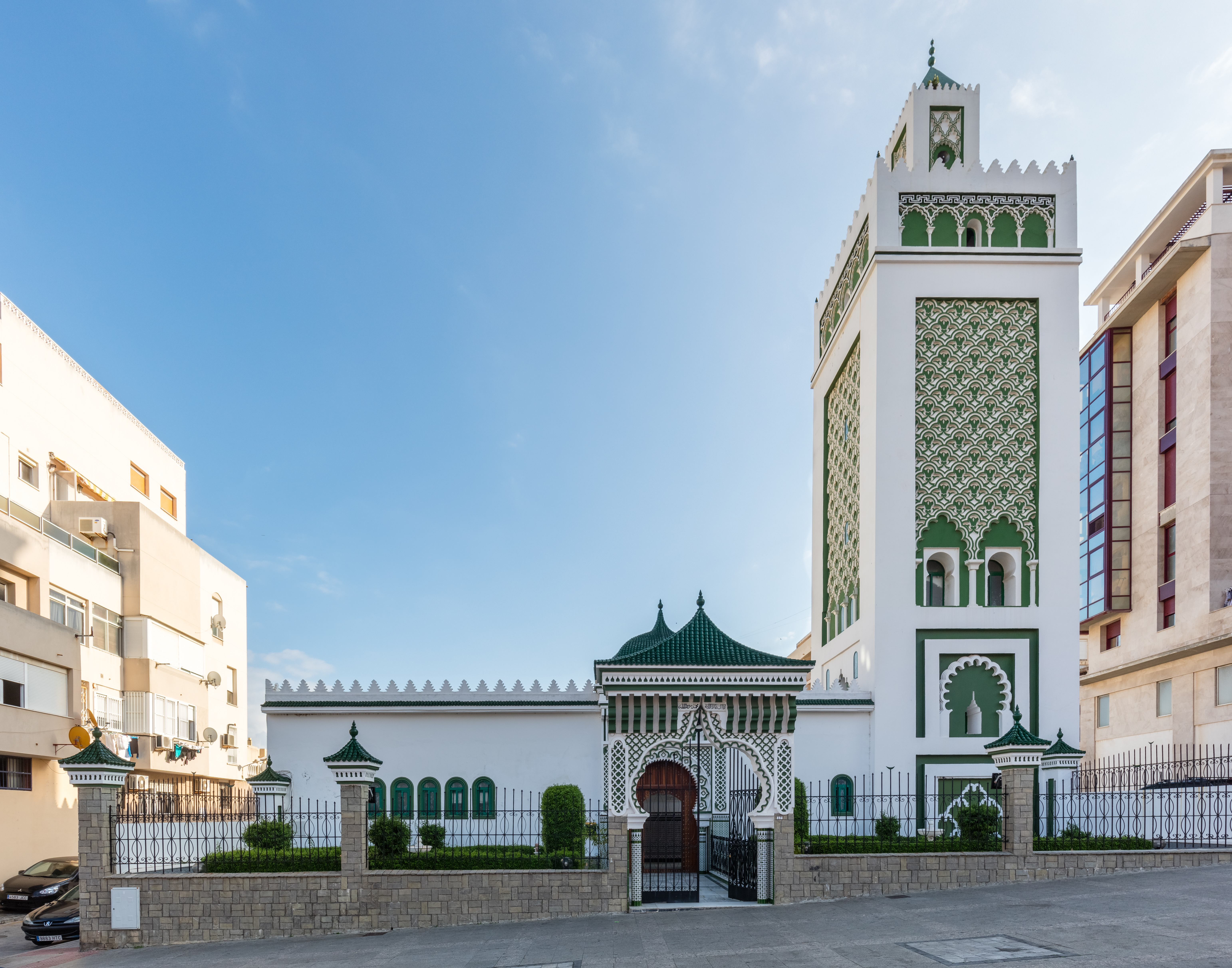
Mezquita de Muley El Medhi en Ceuta, inaugurada el 18 de julio de 1940.

Tras la guerra civil de 1936-1939, el franquismo toleró, como en el régimen de la Restauración, la práctica de otras religiones, especialmente entre los extranjeros residentes en España, lo cual quedaría estipulado en el Fuero de los Españoles de 1945, que afirmaba, al igual que la Constitución de 1876, que «Nadie será molestado por sus creencias religiosas ni el ejercicio privado de su culto», si bien el mismo artículo añadía a continuación que «No se permitirán otras ceremonias ni manifestaciones externas que las de la Religión Católica».
Sin embargo, el 12 de diciembre de 1946 la recién creada Organización de las Naciones Unidas condenó al régimen español por no respetar «la libertad de palabra, de opinión y de religión», condena a la que se sumaría en 1947 la decisión del presidente de Estados Unidos Harry S. Truman de excluir a España del Plan Marshall. Truman se opondría asimismo al ingreso de España en la OTAN en 1952 debido a «las interminables demoras del Gobierno español en conceder la libertad religiosa».
Durante la posguerra sectores tradicionalistas denunciarían estas presiones y la extensión del protestantismo en España. En 1948 el órgano de la Secretaría Nacional de la Agrupación Escolar Tradicionalista, organización leal a Javier de Borbón Parma y Manuel Fal Conde, publicaba un manifiesto en favor de la unidad católica de España, señalando el protestantismo como «un peligro político para España», acusando a los vencedores de la Segunda Guerra Mundial de concitar contra España «las iras de todo el sectarismo religioso europeo» y alertando de que el protestantismo se estaba «infiltrando y extendiendo» en España. El carlista Melchor Ferrer denunciaría asimismo a principios de 1950 que cerca de Madrid se había instalado un seminario protestante, que se publicaban y difundían periódicos y boletines de propaganda de esta religión y que contaban con facilidades en el cupo de papel y en la censura, gozando de un grado de tolerancia hasta el punto de que se consentía que en Zaragoza hubiese un catedrático de confesión protestante.
La práctica de otras religiones no cristianas sería igualmente tolerada. Ya en 1938 Ramón Serrano Suñer, ministro del Interior del gobierno rebelde, había iniciado las obras de una mezquita en Ceuta, pronunciando un discurso con grandes elogios a los musulmanes, y en 1947 las autoridades franquistas inauguraban la Mezquita Central de Melilla. Desde finales de la década de 1940 se permitió también la práctica del judaísmo y durante los años 50 incluso se hicieron reportajes sobre la sinagoga de Madrid y la comunidad judía en España.

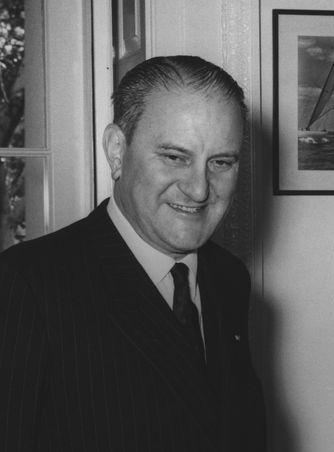
Fernando María Castiella, artífice de la ley de libertad religiosa de 1967.

Aun así, el Convenio de 1941 y el Concordato de 1953 entre el Estado español y la Santa Sede reafirmaban en parte lo afirmado en el Concordato de 1851, que se refería a la Religión Católica, Apostólica, Romana como «la única de la nación española». Sin embargo, ya no se incluía la frase «con exclusión de cualquier otro culto», por lo que Melchor Ferrer negó que existiese una verdadera unidad religiosa durante el franquismo.
Durante las décadas de 1940 y 1950 algunas de las capillas protestantes que se iban instalando fueron asaltadas y saqueadas, al parecer, por militantes carlistas, ultraderechistas o dependientes de la Iglesia diocesana. Las pastorales del cardenal Segura y los escritos del obispo Zacarías de Vizcarra hicieron a su vez referencia a la «inmensa propaganda protestante» que estaba teniendo lugar en España.
En 1962 el gobierno franquista anunció que estaba preparando un Estatuto que daría aún más libertad a los protestantes. Este proyecto de ley, promovido por el ministro de Exteriores Fernando María Castiella, desataría una feroz campaña en contra por parte de la prensa «ultracatólica».
Ante esta situación, en 1963 los jefes de la Comunión Tradicionalista redactaron un manifiesto en defensa de la Unidad Católica en nombre del «rey Javier»; y el catedrático Rafael Gambra, autor del libro La unidad religiosa y el derrotismo católico, premiado en 1965 por la Editorial Católica Española S. A., afirmaba en un artículo de 1965 que la libertad religiosa traería para España «un intento de penetración protestante y judaica».
Entre las publicaciones que mostraron su oposición frontal al proyecto de libertad religiosa destacaron, entre otras, las revistas Juan Pérez, ¿Qué pasa? y El Cruzado Español. Esta última reprodujo en 1963 un párrafo de Zacarías de Vizcarra, en el que decía: 

En España la pérdida de la unidad religiosa es, a breve plazo, la pérdida de la unidad nacional, con la siembra de ideales contradictorios, con la reaparición de separatismos regionales, guerras intestinas y retorno al individualismo celtíbero, que terminaría con una directa e indirecta dominación extranjera.

El Concilio Vaticano II y su declaración de libertad religiosa Dignitatis humanae reforzarían la posición de Castiella. El 22 de noviembre de 1966 el general Franco anunciaba a las Cortes la modificación del artículo 6 del Fuero de los Españoles, que quedaría redactado de esta manera: 

El Estado asumirá la protección de la libertad religiosa, que será garantizada por una eficaz tutela jurídica que, a la vez, salvaguarde la moral y el orden público.

Poco después de la reforma del Fuero, que fue muy bien recibida por la prensa del Movimiento, el 24 de febrero de 1967 el Consejo de Ministros aprobaba el proyecto de ley de Castiella, quien argumentaba que la libertad religiosa era un derecho natural y una necesidad para España si quería llegar a ser respetada entre la comunidad internacional. El proyecto, que se debatiría acaloradamente en las Cortes franquistas, llegó a recibir 239 enmiendas. El arzobispo de Valencia Marcelino Olaechea, uno de los procuradores, incluso abandonaría la sala de sesiones al dar comienzo los debates.
Sin embargo, tan solo mostraron su total disconformidad una veintena de los procuradores en Cortes, entre los que destacaron Blas Piñar y los tradicionalistas Joaquín Manglano y José Luis Zamanillo. Presentaron enmiendas contra la totalidad del proyecto el barón de Cárcer, Ramón Albistur Esparza y Fermín Yzurdiaga. Blas Piñar no se opuso a la totalidad, pero apuntó la tesis de que, a su juicio, el desarrollo de la libertad religiosa no precisaba el rango de ley y podía hacerse por el gobierno por disposiciones de otro carácter. El 20 de mayo se homenajearía en el restaurante madrileño El Bosque a los 15 procuradores que más se habían opuesto a la aprobación del proyecto, aunque, según el Boletín Oficial de las Cortes Españolas, solo votarían finalmente en contra de la versión definitiva del texto entre 9 y 11 procuradores.
Tras la aprobación de la ley de libertad religiosa el 28 de junio de 1967, desapareció definitivamente en España la llamada unidad católica, y los protestantes españoles transmitieron su agradecimiento a Castiella. Además, el gobierno de Franco derogó en diciembre de 1968 el edicto de expulsión de los judíos por los Reyes Católicos e inauguró una nueva sinagoga sefardí en pleno centro de Madrid.
A pesar de que la ley de libertad religiosa elaborada por las Cortes franquistas se presentó como compatible con la confesionalidad católica del Estado, la declaración conciliar produciría gran malestar y desconcierto entre los dirigentes de la Comunión Tradicionalista. El ala «integrista» de los tradicionalistas seguiría reclamando la unidad católica, lo que quedó reflejado en publicaciones como la revista ¿Qué pasa?, que mostró una actitud crítica con la Iglesia conciliar, o en las actividades del Centro de Estudios Históricos y Políticos General Zumalacárregui dirigido por Francisco Elías de Tejada, en particular los dos Congresos de Estudios Tradicionalistas de 1964 y 1968, así como en otras agrupaciones carlistas que no siguieron el cambio ideológico introducido por Carlos Hugo de Borbón-Parma. También la Hermandad Sacerdotal Española, constituida después del Concilio Vaticano II, deploró la pérdida de la unidad católica española y expresó su afán de recuperarla.

### Democracia de 1978
Tras la disolución del régimen franquista, la libertad religiosa se ratificaría como derecho por el artículo 16 de la Constitución española de 1978, que sancionaba además la aconfesionalidad del Estado. Posteriormente sería regulada mediante la Ley Orgánica 7/1980, de 5 de julio, de libertad religiosa, y desarrollada por el Real Decreto 142/1981, de 9 de enero, sobre organización y funcionamiento del Registro de Entidades Religiosas, y el RD 1980/1981, de 19 de junio, sobre constitución de la Comisión Asesora de Libertad Religiosa.
En 1989, con motivo del XIV Centenario del III Concilio de Toledo, la revista Iglesia-Mundo publicó un número monográfico en defensa de la unidad católica de España con las firmas, entre otros, de los catedráticos José Orlandis, Tomás Marín, Rafael Gambra, Mons. Emilio Silva de Castro, Victorino Rodríguez, Álvaro d'Ors y el obispo de Cuenca José Guerra Campos, bajo la dirección de Miguel Ayuso.
Hasta su desaparición en 2021 la revista Siempre p'alante, editada por la Unión Seglar de San Francisco Javier en Pamplona, se consideró «órgano periodístico nacional de la Unidad Católica de España». Desde 1989 este quincenario organizó anualmente en Zaragoza unas Jornadas por la Unidad Católica de España.
En 2007 la Fundación Elías de Tejada creó el Centro de Estudios para la Defensa de la Unidad Católica de España, que estuvo presidido por Alberto Ruiz de Galarreta e integrado por José Miguel Gambra Gutiérrez y Miguel Ayuso, afirmando tener por fines «la defensa y promoción de la unidad católica de España, esto es, la situación sociológica y jurídica en virtud de la cual la única, por verdadera, religión con relevancia pública es la católica, constituida en fundamento de la comunidad política».